# John Amery
John Amery (Chelsea, Londres; 14 de marzo de 1912 – Londres, Wandsworth 19 de diciembre de 1945) fue un activista político británico de ideas fascistas que durante la Segunda Guerra Mundial vivió en Francia apoyando al gobierno de Vichy y sugirió al Tercer Reich reclutar una fuerza de voluntarios británicos para luchar en auxilio de la Wehrmacht, ejecutando labores de propaganda en beneficio de la Alemania Nazi. Tras la guerra fue descubierto en Italia y entregado a las autoridades británicas, que lo juzgaron por traición y lo condenaron a muerte después de que él mismo confesara la plena responsabilidad por sus acciones.

## Biografía
John Amery era hijo de Leo Amery, un distinguido alto funcionario del Imperio británico, miembro del Partido Conservador (Reino Unido) e integrante del Parlamento británico durante varios años, además de ministro en la década de 1920. Tenía además ascendencia judía pues sus abuelos maternos eran adinerados judíos húngaros que habían emigrado a Gran Bretaña y se habían convertido al protestantismo, pero ocultó ese origen familiar para que su ascenso político no fuera turbado por el antisemitismo de la clase alta británica.
John Amery fue un niño problemático y rebelde, que vivió bajo la sombra de su padre y se negó a terminar sus estudios, y que fracasó en varios negocios que intentó. Ferviente anticomunista, John Amery abrazó desde su temprana juventud las ideas del fascismo, rechazando la democracia y el liberalismo político al considerar las doctrinas fascistas como la «única defensa contra el bolchevismo». Tras una grave quiebra comercial en 1936, John abandonó Gran Bretaña con parte de su fortuna personal y emigró a Francia, tras protagonizar varios escándalos de los que pudo librarse por las influencias de su familia.
En Francia, Amery conoció al líder fascista francés Jacques Doriot y viajó a España tras al triunfo final de Francisco Franco en la guerra civil española. Amery había informado a su familia que había combatido en las filas del bando nacional y que incluso había recibido una condecoración, pero estos datos resultaron falsos. 
Cuando estalló la Segunda Guerra Mundial en septiembre de 1939 Amery decidió permanecer en Francia, incluso tras el triunfo alemán en la batalla de Francia, residiendo en París. En esa época trató de prestar sus servicios al gobierno de Vichy pero no se aceptó su oferta. Intentó entonces emigrar a Alemania aprovechando las buenas relaciones de que disfrutaba con jefes del fascismo francés, pero no logró este objetivo hasta septiembre de 1942 cuando logró viajar a Berlín con apoyo de oficiales de inteligencia alemanes. Allí sugirió que el Tercer Reich se beneficiaría de formar una unidad militar de británicos dispuestos a combatir al lado de la Wehrmacht.

## Colaboración con el Tercer Reich
El proyecto de Amery fue bien recibido por la jefatura de la SS y así Heinrich Himmler autorizó que Amery empezara a trabajar desde enero de 1943 en el reclutamiento de voluntarios, primero entre los civiles británicos internados por las autoridades alemanas en la Europa ocupada por los nazis. Esta tarea no dio los frutos esperados y por tanto Amery empezó a buscar reclutas entre los prisioneros de guerra británicos encerrados en diversos campos de detención, pero allí encontró apenas a dos voluntarios. La idea de Amery, no obstante, seguiría en práctica y gracias a ella los nazis constituyeron oficialmente en 1944 el Britisches Freikorps, la unidad de soldados británicos destinada a luchar a favor de Alemania durante la guerra.
Las autoridades de la Waffen SS asumieron el asunto en sus propias manos y en octubre de 1943 dieron por terminados los servicios de Amery, a quien dedicaron desde entonces a emitir propaganda nazi por radiodifusión hacia Gran Bretaña. Esos discursos de propaganda atacaban además la alianza de Gran Bretaña con la URSS y acusaban al gobierno británico de ser «dominado y comprado por los judíos», mostrando un antisemitismo inesperado en tanto Amery tenía bisabuelos judíos.
A fines de 1944 John Amery logró permiso para salir de Alemania y viajar a Italia, donde se estableció en la República de Salò para prestar su apoyo propagandístico al dictador Benito Mussolini. En Italia, Amery vivió las últimas semanas de la guerra, y allí fue capturado por partisanos italianos, que a su vez lo entregaron a las autoridades británicas para ser juzgado en su país.

## Condena a muerte
Amery fue arrestado por los británicos de inmediato y enviado a Gran Bretaña. Allí quedó encarcelado en la prisión de Wadsworth, en las fueras de Londres. Su hermano, Julian Amery, había intentado fraguar documentos para alegar que John Amery había adquirido la nacionalidad española y al ser España un país neutral en la lucha no habría ocurrido legalmente un acto de traición. Este alegato no fue aceptado y sus abogados le aconsejaron declararse mentalmente enfermo.
No obstante, al empezar el juicio el 28 de noviembre de 1945 se le indicaron a Amery las ocho acusaciones de alta traición que le habían formulado pero éste, en ese mismo acto, se declaró culpable de todos los delitos que se le imputaban. El juez previno a Amery que sería castigado con la pena de muerte y se aseguró de que entendiera las consecuencias de declararse culpable. Amery reiteró su declaración y por tanto fue condenado a morir en la horca, tras apenas ocho minutos de audiencia judicial. 
La sentencia fue cumplida el 19 de diciembre de 1945 (el verdugo fue el famoso Albert Pierrepoint) y John Amery fue sepultado en la prisión de Wadsworth, en una tumba sin nombre.